# Mate Boban
Mate Boban, född 1940, död 7 juli 1997, var president i kroatiska republiken Herceg-Bosna och chef över Kroatiska försvarsrådet (HVO) under Bosnienkriget från 1992 till 1995.